# Pedro Correia de Bittencourt
Pedro Correia de Bittencourt (? - ?) foi um administrador colonial português, foi governador do Grão-Pará de 30 de março de 1654 a 8 de maio de 1654.